# William Paston (2e comte de Yarmouth)
William Paston, 2e comte de Yarmouth (1654 – 25 décembre 1732) est un pair britannique.

## Biographie
Né en 1654, il est le fils de Robert Paston (1er comte de Yarmouth) et de sa femme, Rebecca Clayton. En 1671, il épouse Charlotte FitzRoy, la fille illégitime de Charles II et Elizabeth Killigrew. Ils ont quatre enfants survivants:
- Charles Paston, Lord Paston (1673–1718)
- Charlotte Paston (1675–1736), marié Thomas Herne.
- Rebecca Paston (1681–1726), épouse de John Holland (2e baronnet).
- William Paston (1682–1711)

Paston est élu député pour Norwich en 1678 et le reste jusqu'en 1683, où il hérite du titre de son père. Sa femme étant morte en 1684, il épouse Elizabeth Wiseman (la veuve de Robert Wiseman et la fille de Dudley North (4e baron North) en mars 1687 et se convertit au catholicisme. En février 1687, Jacques II le nomme Trésorier de la maison. Il revient à l'Anglicanisme en 1689, mais refuse de prêter serment d'allégeance à Guillaume III d'Orange-Nassau et Marie II (reine d'Angleterre) quand ils montent sur le trône de cette année, et perd sa place.
Soupçonné d'activités jacobites, il est emprisonné à deux reprises. Il prête le serment en 1696 et est admis à la Chambre des lords. Yarmouth est mort le 25 décembre 1732 à Epsom, Surrey, à l'âge de soixante-huit ans. Comme ses fils, ses frères et de leurs héritiers mâles sont morts avant lui, ses titres se sont éteints.

## Sources
- John Miller, Paston, Robert, premier comte de Yarmouth (1631-1683), Oxford Dictionary of National Biography, Oxford University Press, Septembre 2004; en ligne edn, Jan 2008, consulté le 26 mai 2008